# 近江カントリー倶楽部
近江カントリー倶楽部（おうみカントリーくらぶ）は、 滋賀県湖南市菩提寺に広がるゴルフ場である。

## 概要
繊維問屋芝川商店の平田義太郎の許に、1963年（昭和38年）、滋賀県甲西町に、近江富士を眺めるなだらかな丘陵地がある、ゴルフ場にどうかという情報が入った。持ち込んだのは「能勢カントリー倶楽部」（兵庫県、1960年（昭和35年）開場、設計・上西荘三郎）の社長でありコース設計家・上西荘三郎だった。上西は、能勢カントリー倶楽部の用地不足で工事が足踏みしていた、その時、隣接の所有者である平田義太郎が協力して、その縁で平田は能勢カントリー倶楽部の理事長に就任した。
滋賀県甲西町のゴルフ場用地は、幾つかの池と樹齢100年ほどの老松が散在する土地だった。近江富士（三上山）を望む、標高435メートルのなだらかな山姿が美しい。平田は初めはためらったが、周囲の勧めと地形をみて、これは良いコースができると決断した。1966年（昭和41年）9月、新たなゴルフ場建設に向け母体会社「近江興産株式会社」を設立、社長に平田義太郎が就任した。
1966年（昭和41年）、平田は進行性の癌を患っていることが判明した、コース予定地の買収が残っていたが、手術を拒否して着工した。上西は、6カ月間、現場に泊まり込みで工事監督に当たった。1967年（昭和42年）10月15日、18ホールのゴルフ場が完成、開場の日、平田は最後の華と語った。2年後の昭和69年（昭和44年）7月、平田は最後の華を見届けるかのように永眠した。
コースは、起伏の少ないなだらかなコースから、近江富士を望みながらゴルフを楽しむことが出来る丘陵コースである。コースの特徴としては、アウトコースはロングショットが楽しめる距離のあるコース、インコースは正確な繊細なショットが要求される距離の長いミドルコースとなっていることである。
日本の女子プロゴルフメジャー大会の1つ、日本ゴルフ協会主催競技でもあり、日本選手権大会に相当する、日本女子オープンゴルフ選手権競技大会などの大会開催の実績がある。

## 所在地
〒520-3242 滋賀県湖南市菩提寺1410番地

## コース情報
- 開場日 - 1967年10月15日
- 設計者 - 上西 荘三郎
- 面積 - 730,000m2（約22.0万坪）
- コースタイプ - 丘陵コース
- コース - 18ホールズ、パー72、6,800ヤード、コースレート73.1
- グリーン - 1グリーン、ベント
- フェアウエイ - コーライ
- ラフ - ノシバ
- ハザード - バンカーの64、池が絡むホール6
- プレースタイル - 乗用カート(5人乗り) 、リモコン式、キャディ・セルフ選択可
- 練習場 - 16打席 330ヤード
- 休場日 - 12月31日、1月1日[4][5]

## クラブ情報
- ハウス面積 - 2,640m2（798.6坪）
- ハウス設計 - 三井建設株式会社
- ハウス施工 - 三井建設株式会社[4][5]

## ギャラリー
- コース - 「近江カントリー倶楽部」、コース紹介
- ハウス - 「近江カントリー倶楽部」、施設紹介

## 交通アクセス
- 鉄道 - 西日本旅客鉄道（JR西日本）琵琶湖線（東海道本線） - 野洲駅よりタクシー利用 約15分
- 道路 - 名神高速道路 - 竜王ICより 4km[6]

## メジャー選手権
- 1986年（昭和61年） - 第19回 日本女子オープンゴルフ選手権競技大会[7]

## エピソード
- コース設計者の上西荘三郎は、戦前の「鳴尾ゴルフ倶楽部」（兵庫県、1920年(大正9年)開場）でプロとなり、ハリー・Ｃ・クレーンの下で働き、改造設計のチャールズ・ヒュー・アリソンの仕事も直接見ていた[8]。
- 「近江カントリー倶楽部」は、創業者・平田義太郎が進行性癌と闘いながら造り上げた「最後の華」だった[8]。

## 関連文献
- 『ゴルフ場ガイド 西版』2006-2007、「近江カントリー倶楽部（滋賀県）」、東京 ゴルフダイジェスト社、2006年5月、2020年11月1日閲覧
- 『月刊ゴルフマネジメント』、「ゴルフ倶楽部を考える(283回)近江カントリー倶楽部の創設 井上勝純、東京 一季出版、2009年11月、2020年11月1日閲覧
- 『美しい日本のゴルフコース BEAUTIFUL GOLF CULTURE IN JAPAN 日本のゴルフ110年記念 ゴルフは日本の新しい伝統文化である』、ゴルフダイジェスト社「美しい日本のゴルフコース」編纂委員会編、「近江カントリー倶楽部」、東京 ゴルフダイジェスト社、2013年12月、2020年11月1日閲覧